# Mang (langue)
Pour les articles homonymes, voir Mang.
Le mang (ou mang u, xá mang, xá ó, nieng ó, chaman, manbu, ba'e) est une langue môn-khmer septentrionale parlée principalement au Viêt Nam, dans la région de Lai Chau, et en Chine, au Yunnan, où résident 600 Mang (en).

## Classification interne
Le mang correspond à une branche propre à l'intérieur des langues môn-khmer.

## Phonologie
Les tableaux présentent les phonèmes vocaliques et consonantiques du mang parlé en Chine.

### Voyelles
|         | Antérieure  | Centrale    | Postérieure |
| ------- | ----------- | ----------- | ----------- |
| Fermée  | i [i] y [y] |             | ɯ [ɯ] u [u] |
| Moyenne | e [e] ø [ø] | ə [ə]       | o [o]       |
| Ouverte | ɛ [ɛ]       | ɐ [ɐ] a [a] | ɔ [ɔ]       |

À cet inventaire, il faut ajouter dix-sept diphtongues.

### Consonnes
|            |              | Bilabiales | Dentales | Alvéolaires | Alvéolaires | Alvéolaires | Vélaires | Glottales |
| ---------- | ------------ | ---------- | -------- | ----------- | ----------- | ----------- | -------- | --------- |
| Centrales  | Latérales    | Bilabiales | Dentales | Palatales   |             |             | Vélaires | Glottales |
| Occlusives | Sourdes      | p [p]      |          | t [t]       |             |             | k [k]    | ʔ [ʔ]     |
| Occlusives | Sourdes asp. | ph [pʰ]    |          | th [tʰ]     |             |             | kh [kʰ]  |           |
| Occlusives | Sonores      | b [b]      |          | d [ɖ]       |             |             |          |           |
| Affriquées | Sourdes      |            |          |             |             | tɕ [t͡ɕ]     |          |           |
| Affriquées | Sonores      |            |          |             |             | ʑ [d͡ʑ]      |          |           |
| Fricatives | Fricatives   | v [v]      | θ [θ]    |             |             |             | ɣ [ɣ]    | h [h]     |
| Nasales    | Nasales      | m [m]      |          | n [n]       |             | ɲ [ɲ]       | ŋ [ŋ]    |           |
| Liquides   | Liquides     |            |          |             | l [l]       |             |          |           |

### Tons
Le mang est une langue tonale.

## Sources
- (zh) Gao Yongqi, 2001, 莽语概况 - Mǎngyǔ gàikuàng, Minzu Yuwen, 2001:4, pp. 72-80.